# Phthiria canescens
Phthiria canescens är en tvåvingeart som beskrevs av Friedrich Hermann Loew 1846. Phthiria canescens ingår i släktet Phthiria, och familjen svävflugor. Arten är reproducerande i Sverige.